# Mynyddog Mwynfawr
Mynyddog Mwynfawr, cioè Mynyddog il Ricco (anche noto come Mynyddog, Minataucus e Minatock; 550 circa), sovrano di Din Eidyn, è il capo britannico celebrato da Aneirin nel poema Y Gododdin.

## Biografia
Era il fratello o il figlio primogenito del precedente sovrano, Clydno Eitin. 
Mynyddog si oppose all'invasione dei sassoni del regno di Deira, che affrontò nella battaglia di Catraeth. Fu una vera ecatombe per entrambe le parti in campo, anche se tecnicamente la vittoria andò ai britannici. Sembra che Mynyddog abbia sposato una figlia di Eudaf Hir, da cui ebbe un figlio di nome Dumnagual. Tuttavia, gli sarebbe successo il figlio di Clydno, Cynan, che era sopravvissuto alla battaglia di Catraeth.